# Masasa Mbangeni
Masasa Lindiwe Mbangeni es una actriz sudafricana. Es más conocida por su participación en la serie de televisión Scandal!.

## Biografía
Mbangeni nació el 6 de marzo de 1987 en Puerto Elizabeth (Sudáfrica). Se mudó a Johannesburgo para estudiar.

## Carrera profesional
En 2013, se unió al elenco de la popular serie de televisión Scandal! e interpretó el papel de 'Thembeka Shezi'. Su personaje se hizo popular, aunque dejó la serie en 2016. Recibió dos nominaciones a Mejor Actriz en un Telenovela de los Premios de Cine y Televisión de Sudáfrica (SAFTA) en 2014 y 2015 por su participación en Scandal!. También recibió una nominación a Mejor Actriz en los DStv Mzansi Magic Viewers Choice Awards 2017. Posteriormente, participó en la segunda temporada de la serie de suspenso Thola transmitida en el canal SABC2. Regresó al elenco de Scandal pero y su personaje fue asesinado a tiros, siendo esa su segunda salida del programa.

## Filmografía
| Año                  | Título                    | Rol                   | Tipo                |  |
| -------------------- | ------------------------- | --------------------- | ------------------- |  |
| 2008                 | Silent Witness            | Eunice                | Serie de televisión |  |
| 2011                 | Machine Gun Preacher      | Mujer sin labios      | Película            |  |
| 2016                 | Thola 2                   |                       | Serie de televisión |  |
| 2016                 | Hard Copy                 | Khanya Langa          | Serie de televisión |  |
| 2013-2016, 2020      | Scandal!                  | Thembeka Shezi Nyathi | Serie de televisión |  |
| 2017                 | Harvest                   | Celia                 | Serie de televisión |  |
| 2019                 | The Republic              | Bridget Ranaka        | Serie de televisión |  |
| 2019                 | The Red Sea Diving Resort | Madre                 | Película            |  |
| 2019                 | The River                 | Adv Akhona Mayisela   | Serie de televisión |  |
| 2020                 | Housekeepers              | Nomahlubi             | Serie de televisión |  |
| 2020                 | Legacy                    | Kwanele Losi          | Serie de televisión |  |
| Pendiente de estreno | I Am All Girls            | Thamsanqa             | Película            |  |